# Lycengraulis poeyi
Lycengraulis poeyi är en fiskart som först beskrevs av Kner, 1863.  Lycengraulis poeyi ingår i släktet Lycengraulis och familjen Engraulidae. IUCN kategoriserar arten globalt som livskraftig. Inga underarter finns listade i Catalogue of Life.